# Сьєрра-де-лос-Тустлас
Сьєрра-де-лос-Тустлас або Гори Тустлас — ізольований і відносно невеликий вулканічний гірський хребет, розташований на узбережжі Мексиканської затоки у центральній частині Веракрусу.

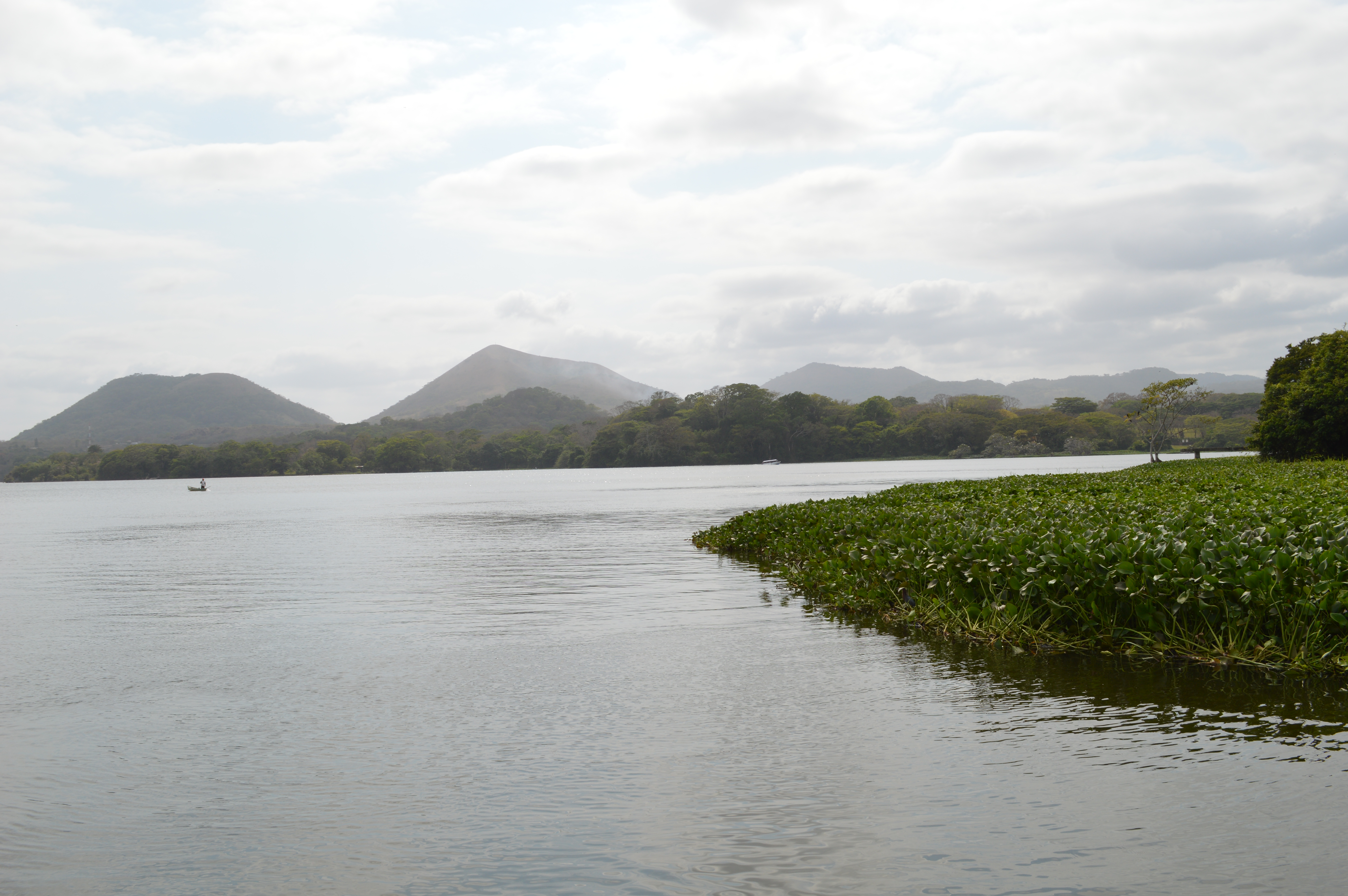
Гори Сьєрра-де-лос-Тустлас на фоні озера Катемако

## Етимологія
Слово «Тустла» походить від ацтекського слова «Точтлан» (науатль Tochtlan), яке означає «місце кроликів». Кролик зображений на гербі міста Сан-Андрес-Тустла, найбільшого міста регіону Лос-Тустлас.

## Географія
Гори Сьєрра-де-лос-Тустлас простягаються паралельно узбережжю Мексиканської затоки через центральну частину мексиканського штату Веракрусу. Їх довжина становить близько 80 км, а максимальна ширина — 50 км. Загальна площа гірського масиву становить приблизно 3300 км². Ізольований гірський масив Сьєрра-де-лос-Тустлас оточений широкими низовинами та долинами річок Папалоапан і Коацакоалькос. Він відділений на 250 км від гір Трансмексиканського вулканічного поясу та на 330 км від гір Центральноамериканської вулканічної дуги.
Найвищими вершинами гір Сьєрра-де-лос-Тустлас є сім великих вулканів: Сан-Мартін-Тустла або Тілтепетль (1780 м), Санта-Марта (1660 м над уровнем моря), Сан-Мартін-Пахапан (1160 м), Серро-де-Кампанаріо (1540 м), Серро-Моно-Бланко (1380 м), Серро-де-Віхія або Серро-Тустла (860 м) та Серро-Бланко (640 м). Також в горах регіону є безліч невеликих шлакових конусів та сорок кратерних озер. Вулканічна активність в регіоні триває: Сан-Мартін-Тустла, щитовий вулкан з вершиною діаметром один кілометр є єдиним активним вулканом в регіоні, який востаннє вивергався у 1664 та 1793 роках.
Гірський хребет Сьєрра-де-лос-Тустлас різко обривається біля морського узбережжя, переходячи у невисокі скелясті урвища та невеликі пляжі. Останні зазвичай зустрічаються у гирлах річок і струмків. Біля підніжжя гірського масиву розташована лагуна Сонтекомапан. Часті дощі підтримують багато річок та струмків, що стікають до моря та до вулканічних озер у кратерах сплячих вулканів. Найбільшим озером в регіоні є Катемако діаметром близько десяти кілометрів. Пересічена місцевість регіону призводить до утворення численних водоспадів, найбільшим і найвідомішим з яких є Еїпантла.

### Клімат
В горах Сьєрра-де-лос-Тустлас переважає мусонний клімат (Am за класифікацією кліматів Кеппена), а на найвищих гірських вершинах — вологий субтропічний клімат (Cwa за класифікацією Кеппена) або високогірний субтропічний клімат (Cwb за класифікацією Кеппена). Середньорічна кількість опадів в регіоні коливається від 1500 до 4500 мм, а середня температура — від 8 до 36 °C.

## Історія
Протягом раннього періоду існування цивілізації ольмеків (1500-400 рр. до н.е.) вулканічні гори Сьєрра-де-лос-Тустлас використовувалися як джерело базальту. Добутий базальт перевозили на плотах мережею річок до міських центрів ольмеків — Ла-Венти, Сан-Лоренцо-Теночтітлана та Трес-Сапотеса, де він використовувася у створенні пам'ятників, зокрема колосальних голів. У той час, як два інші центри культури ольмеків давно зникли, у Трес-Сапотесі люди продовжували постійно проживати до 1000 року н.е. У середині XV століття територія регіону перебувала під впливом Ацтекської імперії. У 1520-1525 роках регіон був захоплений іспанськими конкістадорами, які, серед іншого, заснували міста Сантьяго-Тустла та Сан-Андрес-Тустла, які були частиною володінь Ернана Кортеса.

## Екологія
Всесвітній фонд дикої природи виділяє гірський масив у окремий неотропічний екорегіон тропічних та субтропічних вологих широколистяних лісів — Сьєрра-де-лос-Тустлас (ідентифікатор WWF: NT0176). Його географічне положення сприяє унікальному поєднанню неарктичної та неотропічної флори і фауни. Внаслідок цього гори Сьєрра-де-лос-Тустлас є одним з трьох найбагатших регіонів Мексики за біорізноманіттям та рівнем ендемізму.
В межах екорегіону зустрічаються різні рослинні угруповання, зокрема дощові ліси, гірські хмарні ліси, дубові та соснові ліси, савани та луки. Тут зустрічається 940 видів судинних рослин, зокрема 80 видів папоротей, понад 1200 видів комах, 112 видів плазунів та земноводних, понад 440 видів птахів та приблизно 115 видів ссавців. 15 видів рослин є ендеміками екорегіону.
Серед великих ссавців, поширених в екорегіоні, слід відзначити білохвостого оленя (Odocoileus virginianus), центральноамериканську мазаму (Mazama temama), ошийникового пекарі (Dicotyles tajacu), центральноамериканську коату (Ateles geoffroyi) та мексиканського ревуна (Alouatta palliata mexicana), а серед дрібних ссавців — центральноамериканського тапеті (Sylvilagus gabbi), низинну паку (Cuniculus paca), мексиканського агуті (Dasyprocta mexicana), мексиканську рудочереву вивірку (Sciurus aureogaster), білоносу носуху (Nasua narica), дев'ятипоясного броненосця (Dasypus novemcinctus) та північного тамандуа (Tamandua mexicana). Раніше в лісах регіону зустрічалися ягуари (Panthera onca), пуми (Puma concolor couguar) та центральноамериканські тапіри (Tapirus bairdii), однак наразі вони тут вимерли.
Орнітофауна екорегіону включає східну чачалаку (Ortalis vetula), жовтодзьобого голуба (Patagioenas flavirostris), довгохвостого колібрі-шаблекрила (Pampa excellens), гватемальську агиртрію (Chlorestes candida), цакатла (Amazilia tzacatl), великодзьобого канюка (Rupornis magnirostris), мексиканського канюка (Buteo plagiatus), синьоголового трогона (Trogon caligatus), плямистоволого аракарі (Pteroglossus torquatus), жовтогорлого тукана (Ramphastos sulfuratus), смугастобоку жовну (Dryocopus lineatus), червоного ару або аракангу (Ara macao), жовтощокого амазона (Amazona autumnalis), велику пітангу (Pitangus sulphuratus), червоноголового бієнтевіо (Myiozetetes similis), панамську коноту (Psarocolius montezuma), буру паю (Psilorhinus morio), тигрового різжака (Campylorhynchus zonatus), бронзового дрозда (Turdus grayi), узлісну гутураму (Euphonia hirundinacea), червоногорлу габію (Habia fuscicauda), жовтокрилу саяку (Thraupis abbas), блакитну саяку (Thraupis episcopus) та бірюзову танагру-медоїда (Cyanerpes cyaneus). Ендеміками гір Сьєрра-де-лос-Тустлас є рідкісні веракрузькі голубки (Zentrygon carrikeri), а також кілька підвидів різних видів птахів, зокрема підвид оливкоголового тукана Aulacorhynchus prasinus warneri, підвид золотистого піві-малюка Empidonax flavescens imperturbatus та підвид мінливобарвного зеленника Chlorospingus flavopectus wetmorei.
Герепетофауна екорегіону включає низку ендемічних видів. Серед ендемічних плазунів, поширених в горах Сьєрра-де-лос-Тустлас, слід відзначити тустланського аноліса (Anolis duellmani), абронію Ріда (Abronia reidi), абронію Чісара (Abronia chiszari), веретільницю Інгрід (Siderolamprus ingridae), тустланську тропічну нічну ящірку (Lepidophyma tuxtlae), смугасту равликову змію (Sibon linearis), тустланського полоза (Conophis morai), тустланську земляну змію (Geophis juliai) та тустланського коралового аспіда (Micrurus limbatus), а серед амфібій — рідкісну сан-мартінську карликову жабу (Craugastor vulcani). Також ендеміком регіону є Dynastes moroni, велетенський пластинчастовусий жук, описаний у 2005 році.

## Збереження
Більша частина природної рослинності регіону була знищена за останнє століття. Ліси на низьких висотах були переважно замінені пасовищами, а незаймані праліси збереглися переважно на важкодоступних гірських вершинах. Основними загрозами для збереження природи регіону є вирубка лісів, розвиток сільського господарства та вилов екзотичних тварин.
Оцінка 2017 року показала, що 1519 км², або 40 % екорегіону, є заповідними територіями. Основною природоохоронною територією регіону є Біосферний заповідник Лос-Тустлас, який включає високогір'я та низинні й прибережні райони Сьєрра-де-лос-Тустласу.